# Hirakawa (Aomori)
Hirakawa (japonsky 平川市) je město v prefektuře Aomori v Japonsku. K roku 2019 v něm žilo přes třicet tisíc obyvatel.

## Poloha
Hirakawa leží na řece Iwaki ve vnitrozemí u severního konce Honšú, největšího japonského ostrova. Nachází se jižně od Aomori, severozápadně od jezera Towady a severovýchodně od Akity.

## Dějiny
Hirakawa vznikla k 1. lednu 2006 sloučením obcí Onoe, Hiraka a Ikarigaseki.

### Rodáci
- Ikujo Cukidate (* 1977), biatlonistka